# Kollata
Die Kollata (albanisch auch Mal i Kollatës; serbokroatisch Колата Kolata) ist ein 2554 m ü. A. hohes Bergmassiv im Prokletije im albanisch-montenegrinischen Grenzgebiet. Der Hauptgipfel Maja e Kollatës (serbisch Ravna Kolata) liegt rund 800 Meter südöstlich der Grenze und gehört zu den zehn höchsten Gipfeln des Prokletijes.
Die Kollata liegt nicht ganz zehn Kilometer nordöstlich der Jezerca und nicht ganz zwanzig Kilometer westlich der Gjeravica, der beiden höchsten Berge des Prokletijes. Sie ist Teil eines Gebirgskamms auf der Nordseite des Valbonatals, der die Grenze zwischen den Ländern und die Wasserscheide zwischen den Einzugsgebieten von Drin und Donau bildet. Im weiteren Sinne wird der ganze Bergmassiv nördlich der Valbona inklusive Maja Rosit (serbokroatisch Росни Врх Rosni Vrh; albanisch auch Maja e Roshit; 2524 m ü. A.) im Westen als Bergmassiv der Kollata (albanisch Blloku i Kollatës) bezeichnet. In Montenegro ist das Massiv als Belić-Gruppe bekannt.  Westlich der Maja Rosit schließt sich das Jezerca-Massiv an, im Osten fällt es ins Tal von Çerem ab, einem linken Nebenfluss der Valbona.
Auf albanischer Seite liegt das Dorf Valbona am Fuße des Berges. Auf montenegrinischer Seite ist Gusinje bei Plav der nächste Ort. Auf beiden Seiten der Grenze ist die Landschaft geschützt, in Albanien als Nationalpark Alpen Albaniens, in Montenegro als Nationalpark Prokletije.

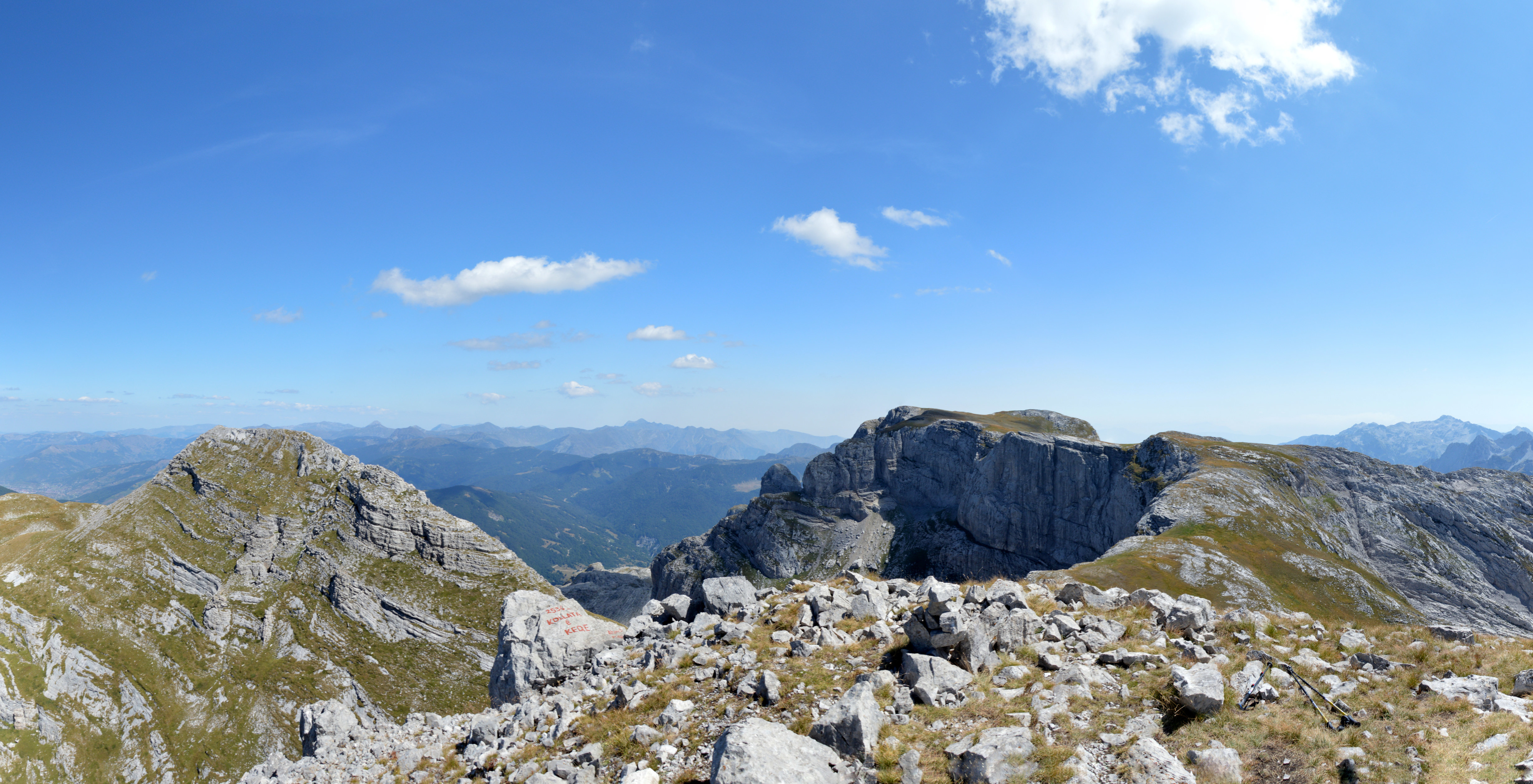
Die Gipfel der Kollata: Zla Kollata (Aufnahmeort) im Vordergrund, Dobra Kollata links und Maja e Kollatës rechts der Mitte

Die Kollata ist geprägt von steil abfallenden Hängen – nach Süden bis zu 1500 Meter – und vergleichsweise flachen Bergrücken und Karstfeldern im Gipfelbereich. Westlich, nördlich und östlich des Gipfels befinden sich drei Kare mit tief abfallenden Felswänden. An das größte Kar westlich des Gipfels, das sich nach Nordosten öffnet, schließt sich nach Süden ein recht flacher Bergrücken an, der sich bis zum Hauptgipfel ausdehnt. Im Nordwesten des Kars überragen zwei steil ansteigende Nebengipfel um rund 100 Meter das Gelände. Der westliche wird Zla Kolata (serbokroatisch-kyrillisch Зла Колата, deutsch ‚Schlechte Kollata‘, albanisch Kollata e keqe) genannt und ist mit 2534 m. i. J. der höchste Punkt Montenegros. Die Dobra Kolata (serbokroatisch-kyrillisch Добра Колата, deutsch ‚Gute Kollata‘, albanisch Kollata e mirë) ist mit 2528 m. i. J. die zweithöchste Erhebung Montenegros. Zwischen Dobra und Zla Kollata öffnet sich nach Norden ein weiteres Kar. Für die Gipfel der Kollata gibt es zahlreiche unterschiedliche Höhenangaben.

Im großen, rund  Karbefindet sich auf einer Höhe von rund 2200–2300 m ü. A. ein kleiner Kargletscher von rund 300 Metern Länge und 200 Metern Breite. Dieser kleine Gletscher gehört zu den südlichsten in Europa. Bei mehreren weiteren Schneefeldern um die Kollata handelt es sich vermutlich nicht in um Gletscher.